# Клишин, Александр Яковлевич
Александр Яковлевич Клишин (4 ноября 1947, Золотуха, Ахтубинский район, Астраханская область, СССР — 4 марта 2018, Волгоград, Россия) — советский и российский живописец, педагог; заслуженный работник культуры РФ (1995), член союза художников России (1993).

## Биография
Родился 2 ноября 1947 году в селе Золотуха Ахтубинского района Астраханской области.
С 1966 по 1970 год учился в Астраханском художественном училище им. П. А. Власова (педагоги Н. И. Заварина, К. А. Титова, А. Н. Кравцова).
В 1978 году окончил художественно-графический факультет Московского государственного заочного педагогического института (преподаватели В. Н. Павлов, А. А. Унковский).
С 1970 по 1977 год возглавлял Лиманскую детскую художественную школу Астраханской области.
В 1977 году переехал в город Ахтубинск, где с 1977 по 1979 год руководил художественно-оформительской мастерской, с 1979 года — был директором Детской художественной школы № 4, с 1994 года — заведующим Ахтубинским филиалом Астраханского художественного училища им. П. А. Власова.
В 2004 году переехал в Волгоград, где с 2004 по 2011 год преподавал в институте художественного образования Волгоградского государственного педагогического университета.
Скончался 4 марта 2018 года.

## Участие в выставках
Участник выставок: областных (Астрахань, 1970—2004 гг.; Волгоград, 2005—2007), региональных «Большая Волга», 1991, 1998, 2000, 2003; «Мир Кавказу»,2003; «Между Доном и Волгой», 2005; астраханских художников в Майкопе, Адыгее, (2007), всероссийской (посвященной Победе в Великой Отечественной войне 1941—1945 гг.),2005г; биеннале современного искусства, 2006.
Персональные выставки — г. Ахтубинск Астраханской области, 1997, 2001, 2003, 2018; г. Волгоград, 2000. 2006.

## Работы художника
Основные произведения: "Портрет Героя Советского Союза, летчика — испытателя Н. И. Стогова , 1998 г., "Портрет Л.Алгазиной, 1990 г., «Ахтубинская осень», 1997 г., «Зима в Горячем Ключе», 1993 г., «Горячий Ключ», 1996 г., «Ветреный день», «Ранний снег», «Осень», 1997 г., «Натюрморт со скрипкой», «Яблочный спас», 2001 г., «Ноктюрн», 2002 г., «Донские просторы», 2005 г., «Придонье. Мужской монастырь». 2006, «Ерофеевна», 2006 г., «Екатерина» , 2011 г. и др.
Произведения хранятся в Астраханской Государственной картинной галерее им. П.Догадина, Волгоградском музее изобразительных искусств, Северо-Кавказском филиале музея Востока в городе Майкопе, в государственных и частных собраниях в России и за рубежом.